# Galeus mincaronei
Galeus mincaronei is een haai uit de familie van de Pentanchidae. De wetenschappelijke naam van de soort werd in 2001 gepubliceerd door Soto.